# نجد الولي (يريم)

تعديل مصدري - تعديل

نجد الولي محلة تابعة لقرية بلسان، التابعة لعزلة عبيدة بمديرية يريم إحدى مديريات محافظة إب في الجمهورية اليمنية.، بلغ تعداد سكانها 251 حسب تعداد اليمن لعام 2004.